# Anders Nyberg (illustratör)
Anders Nyberg, född 22 maj 1962 i Arvika, är en svensk illustratör och konstnär, verksam i Göteborg. 
Anders Nyberg utbildade sig på HDK i Göteborg och på Nordiska konstskolan i Karleby i Finland.
Han illustrerar barnböcker, läromedel och tidskrifter och formger affischer och skivomslag. Anders Nyberg har illustrerat Hans Perssons bok Nyfiken på naturvetenskap, för vilken han tilldelades Carl von Linné-plaketten 2000. Han tilldelades även Bokjuryns pris i kategorin facklitteratur 2015 för Jordens mystiska platser tillsammans med Jens Hansegård.  